# 심심타파
《심심타파》는 대한민국의 라디오 채널 MBC 표준FM의 라디오 프로그램이었다. 2005년 4월 25일부터 《최정원의 감성시대》 후속 프로그램으로 방송을 시작하였으며, 최초로 진행을 맡은 DJ는 박경림이다. 밤 12시부터 오전 2시까지 방송했다.

## 개요
2010년 4월 25일 김신영이 하차하고, 박규리가 DJ를 할 예정이었으나 스케줄 문제로 4월 26일부터 5월 4일까지 미쓰라 진이 임시 DJ로 투입되었다. 2010년 4월 26일 이후 5월 5일부터 정식 DJ인 박규리가 투입되었다. 1월 19일 카라를 둘러싼 분쟁으로 인해 박규리가 녹화에 불참하면서 3월 20일까지 신동이 단독진행했다. 박규리는 3월 21일에 복귀했으나 카라의 잦은 해외활동으로 인해 2011년 10월 2일을 마지막으로 하차했다. 2011년 10월 3일부터 2014년 7월 6일까지 신동이 단독진행했다. 신동은 2013년 심심타파 진행 5주년을 맡아 제작진으로부터 하프 브론즈 마우스를 수여받았다. 2014년 7월 7일부터 2015년 11월 16일까지는 정준영이 진행했다. 2015년 11월 16일 자로 10년 만에 폐지되었다.

## 역대 진행자
- 박경림 : 2005년 4월 25일 ~ 2007년 10월 14일
- 이언, 김신영 : 2007년 10월 15일 ~ 2008년 4월 6일
- 신동, 김신영 : 2008년 4월 7일 ~ 2008년 11월 4일, 2008년 11월 6일 ~ 2010년 4월 11일, 2010년 4월 14일 ~ 2010년 4월 25일
- 신동, 미쓰라 진 : 2008년 11월 5일, 2010년 4월 12일 ~ 4월 13일, 4월 26일 ~ 5월 4일
- 신동, 박규리 : 2010년 5월 5일 ~ 2011년 1월 18일, 2011년 3월 21일 ~ 2011년 10월 2일 (2011년 1월 19일 ~ 3월 20일은 불참)
- 신동 : 2011년 1월 19일 ~ 3월 20일, 2011년 10월 3일 ~ 2014년 7월 6일
- 정준영 : 2014년 7월 7일 ~ 2015년 11월 16일

## 코너

### 매일 코너
- 안 자고 뭐해 선물줄게
- 내일부터 우리는

### 요일 코너
- 월요일 - 정준영쇼
- 화요일 - 별 헤는 밤
- 수요일 - 고민도 병이에요
- 목요일 - 신인 대 신인/특별초대석
- 금요일 - 시디보이
- 토요일 - 곡을 주시오
- 일요일 - 길보드차트

## 특이 사항
- 다른 MBC 표준FM의 프로그램의 문자 전송 번호는 #8001번인데 심심타파만 #8002번이다. 그 이유는 심심타파의 문자만 24시간 관리되기 때문이다.[출처 필요]
- 매주 금, 토, 일요일은 녹음방송으로 진행되었다.[5]